# Michal Rozin
Michal Rozin, s přechýlením Michal Rozinová (hebrejsky מיכל רוזין, narozena 25. června 1969 Ramat Gan) je izraelská politička, poslankyně Knesetu za levicově sionistickou stranu Merec.

## Kariéra
Vysokoškolský titul získala na Telavivské univerzitě v oboru politologie a politická komunikace a začala studovat i na Bar-Ilanově univerzitě. Krátce před nástupem do parlamentu také ukončila genderová studia na Harvard Business School. Po dobu pěti let před nástupem do parlamentu pracovala jako generální ředitelka Krizového centra pro oběti sexuálního násilí v Izraeli.
Ve volbách v roce 2013 byla zvolena do Knesetu za stranu Merec. Mandát obhájila rovněž ve volbách v roce 2015. Během prvního volebního období předsedala Výboru pro zahraniční pracovníky.
Je členkou organizace Women of the Wall.
Při volbách v roce 2015 své místo v Knesetu obhájila.

## Osobní život
Je vdaná, má tři děti. Žije ve městě Petach Tikva.